# Pax Romana

Extensão máxima do Império Romano, em, sobreposto às fronteiras atuais

Pax Romana (latim para "Paz Romana") é um período de aproximadamente 200 anos da história romana que é identificado como um período e uma era de ouro de imperialismo romano crescente e sustentado, ordem, estabilidade próspera, poder hegemônico e expansão, apesar de várias revoltas e guerras, e contínua competição com a Pártia. É tradicionalmente datada a partir da ascensão de César Augusto, fundador do principado romano, em 27 a.C., e concluida em 180 d.C., com a morte de Marco Aurélio, o último dos "Cinco Bons Imperadores".
Como foi inaugurada por Augusto com o fim da Guerra Final da República Romana, às vezes é chamado de Pax Augusta. Durante este período de cerca de dois séculos, o Império Romano alcançou sua maior extensão territorial e sua população atingiu um máximo de até 70 milhões de pessoas. De acordo com Dião Cássio, o reinado ditatorial de Cômodo, mais tarde seguido pelo Ano dos Cinco Imperadores e a Crise do Terceiro Século, marcou a descida "de um reino de ouro para um de ferro e ferrugem".

## Histórico
De fato, a aventura conquistadora dos Romanos nasce com o fim das Guerras Púnicas (264 a.C.-146 a.C.), eliminado que estava o maior inimigo e potencial entrave para o domínio romano em torno do mar Mediterrâneo. As conquistas sucedem-se, da Península Ibérica à Anatólia. Entre 58 a.C. e 51 a.C., a Gália é submetida por Júlio César, que submete também a Germânia renana.
À data da morte de Júlio César (44 a.C.), Roma domina quase toda a bacia mediterrânica, que foi completamente conquistada até ao século II d.C., o mesmo acontecendo à província romana da Britânia (actual Inglaterra), no tempo de Cláudio, em 71, e às regiões danubianas - Récia, Panónia, Dácia, Nórica, e principalmente na época de Trajano, que chega mesmo à Mesopotâmia. Assim, Roma passa a dominar um vasto império, desde a fronteira da actual Escócia até ao Médio Oriente e do Danúbio ao Egito e a Marrocos.
Os povos, línguas e costumes eram díspares, as tensões, focos de revolta e ameaças germânicas no limes eram frequentes. Tornava-se necessário, para além de romanizar, estabelecer e manter condições de tranquilidade e paz, para além de segurança e ordem pública. Para isso, o Império servir-se-ia do seu exército, cada vez mais profissional e formado a partir de recrutamentos um pouco por todo o território, regido por códigos e normas extremamente rígidos e dotado de uma organização, armamento e disciplina táctica nunca antes vistos, resultantes das influências dos povos submetidos (como os Macedónios, Cartagineses e Gregos).
A instituição militar vê-se assim orientada para vários objectivos: para além da defesa fronteiriça - 9000 quilómetros de limes - contra incursões e pilhagens dos bárbaros, da fortificação de pontos estratégicos, construção de estradas e segurança pessoal das mais altas magistraturas imperiais, a manutenção da paz e da estabilidade no mundo romano cabiam-lhe como tarefa primordial e de grande importância em termos civilizacionais.
Para além de transmitir elementos da cultura, religião e língua latina às regiões onde se fixavam as guarnições militares, bem como a criação de condições favoráveis para o desenvolvimento das economias locais, a sua presença impunha o respeito e a aceitação incondicional da soberania de Roma: a paz romana. Era uma paz armada e atingível apenas com a presença das legiões. Todavia, essa era a única forma de assegurar uma harmonia mínima e a articulação entre o poder imperial e as vastas regiões a governar, servindo de instrumento de apoio à execução de medidas de carácter administrativo, fiscal e judicial. O apoio e estímulo à colonização latina do império deve-se também, em grande parte, à presença militar romana, procurando construir-se as quintas, villae ou povoações junto aos aquartelamentos ou próximo de vias militares. As legiões eram assim a garantia de uma conjuntura necessária para o desenvolvimento material e a difusão da civilização romana.
Uma alegoria da manutenção da pax romana é a prisão e condenação à morte da figura de Jesus Cristo, que, teria arrastado consigo multidões e se auto-intitulado "Rei dos Judeus", supostamente punha em perigo a paz e a estabilidade pretendidas por Roma naquela região, constituindo uma ameaça pública.
Bem treinado e equipado, o exército romano era composto por um conjunto de legiões - cerca de 50 no tempo de Augusto, que depois as reduz para metade -, cada qual com cerca de 6000 homens, que eram colocadas estrategicamente nas regiões onde mais se impunha a sua presença. 
Assim, o império protegia e governava as províncias, permitindo que cada uma elaborasse e administrasse as suas leis e estatutos, à luz do direito romano e aprovadas pelo imperador, tendo em contrapartida de aceitar a fiscalidade romana e o seu controle militar. As províncias da Península Ibérica, por exemplo, dependiam da VII Legião, sediada em Leon, extremamente ativa e reforçada em virtude dos vários focos de insubmissão existentes, particularmente na Lusitânia e nas Vascongadas (atual País Basco).
A paz romana foi um dos pilares da civilização romana e da sua difusão e implantação no mundo antigo, responsável pela ordem, tranquilidade, cumprimento da lei e, acima de tudo, da obediência e culto ao imperador.